# GRS80
GRS80 (англ. Geodetic Reference System 1980) — глобальный датум с моделью гравитационного поля Земли. Описывает фигуру Земли. Разработан Международной Ассоциацией Геодезии и Геофизики (International Union of Geodesy and Geophysics, IUGG), а на Генеральной ассамблее 1979 года был рекомендован для геодезических работ.
Важнейшие данные среднего земного эллипсоида:
- радиус оси экватора a = 6 378 137,0 м,
- радиус полярной оси b = 6 356 752,3141 м,
- f = (a - b) / a = 1 / 298,257 222 101.

Параметры гравитационного поля:
Геоцентрическая гравитационная постоянная {\displaystyle GM\oplus =3,986005\cdot 10^{14}} м3с-2,
Динамический форм-фактор Земли {\displaystyle J_{2}=1,08263\cdot 10^{-3}},
Угловая скорость вращения Земли {\displaystyle \Omega =7,292115\cdot 10^{-5}} рад · с -1.
GRS80 в Европейском союзе является основой единой геодезической системы. При этом будет использована Система координат UTM. В Германии все координаты в системе Гаусса-Крюгера на основе эллипсоида Бесселя (Потсдам) и эллипсоида Красовского (Пулково) пересчитываются на системы GRS80 и UTM.